# Бъркшър (окръг, Масачузетс)
Окръг Бъргсшър (на английски: Berkshire County) е окръг в щата Масачузетс, Съединени американски щати. Площта му е 2450 km², а населението – 126 903 души (2016). Няма административен център.